# Jakow Markowitsch Bukspan
Jakow Markowitsch Bukspan (russisch Яков Маркович Букшпан; * 16. Apriljul. / 28. April 1887greg. in Łódź; † 14. April 1939 in Kommunarka) war ein russischer Ökonom und Hochschullehrer.

## Leben
Bukspan stammte aus einer jüdischen Familie. Nach dem Besuch des 2. Kischinauer Jungengymnasiums studierte er an der Ökonomie-Fakultät des St. Petersburger Polytechnischen Instituts. 1912 schloss er das Studium nach Verteidigung seiner Dissertation über die Kleinindustrie in Russland als Kandidat ab. Er studierte weiter in Deutschland, wo er zum Magister und dann zum Doktor promoviert wurde.
In Deutschland lernte Bukspan die Tatarin Sara Girejewna Achmerowa kennen, die nach Absolvierung der Bestuschewskije kursy in St. Petersburg in Deutschland studierte. Bevor sie zu Beginn des Ersten Weltkriegs nach Russland zurückkehrten, heirateten sie noch in Deutschland. Achmerowa war praktizierende Muslimin, so dass die Hochzeit nach tatarischem Ritus erfolgte und Bukspan zum Islam konvertierte.
Bukspan arbeitete während des Weltkriegs in Petrograd am Lehrstuhl für Politische Ökonomie des Polytechnischen Instituts und veröffentlichte Fachartikel in verschiedenen Zeitungen und Zeitschriften.
Nach der Oktoberrevolution entwickelte Bukspan 1919 entsprechend einem von Sergei Andrejewitsch Kotljarewski übermittelten Auftrag der Leitung des antibolschewistischen Nationalen Zentrums zusammen mit Lew Borissowitsch Kafenhaus ein Programm für den wirtschaftlichen Wiederaufbau Russlands im Falle des Sturzes der Sowjetmacht. Das Programm sah die Wiedereinführung der Privatwirtschaft, die Privatisierung der Industrie, die Entwicklung der Landwirtschaft, Steigerung der Ausfuhr von Fertigprodukten und Verringerung der Ausfuhr von Rohstoffen und Investitionen mit ausländischem Kapital unter staatlicher Kontrolle vor.
Nach der Konversion seiner Frau Sara zum Katholizismus und einem Religionsgespräch mit Sergei Andrejewitsch Kotljarewski und Walerian Nikolajewitsch Murawjow bei Nikolai Alexandrowitsch Berdjajew konvertierte Bukspan 1922 zum Katholizismus. Seine Kinder erhielten katholischen Religionsunterricht.
1922 wurde Bukspan Professor am Moskauer Karl-Marx-Institut.
Bukspan beteiligte sich an der Tätigkeit der von Berdjajew geleiteten Freien Akademie für Geistliche Kultur und war Mitglied ihres Rates. Anfang 1922 nahmen Bukspan und Kafenhaus an einem Treffen teil, bei dem Simon Ljudwigowitsch Frank und Lew Nikolajewitsch Litoschenko vortrugen. Ein Bericht Iwan Alexandrowitsch Iljins war geplant. Teilnehmer war auch der OGPU-Mitarbeiter Ilja Fjodorowitsch Reschetow, der in seinem Bericht die Teilnehmer als Kadetten und Bukspan als führende Person und selbsterklärten Monarchisten bezeichnete.
Bukspan schrieb für den Sammelband Oswald Spengler und der Untergang des Abendlandes einen Artikel über den unbesiegten Rationalismus. Die drei anderen Autoren des Sammelbandes waren Nikolai Alexandrowitsch Berdjajew, Fedor Stepun und Simon Ljudwigowitsch Frank. Als einziger der Autoren wurde Bukspan 1922 nicht aus der Sowjetunion ausgewiesen. Bukspan und Frank waren Vorstandsmitglieder des Verlages Bereg, der den Sammelband herausgab und den Pawel Iwanowitsch Lebedew-Poljanski positiv beurteilte.
Bukspan spielte eine Schlüsselrolle in der kurzzeitig 1922 wiederauferstandenen (Kaiserlichen) Freien Ökonomischen Gesellschaft, die von der OGPU als einer der Stützpunkte des Kampfs der antisowjetischen Intelligenz gegen die Arbeitermacht betrachtet wurde. 1920–1922 war er wissenschaftlicher Mitarbeiter der Kommission für die Untersuchung und Nutzung der Welt- und Bürgerkriegserfahrungen. Anfang 1926 hielt er einen Vortrag im Plenum des Industriewirtschaftsrats des Obersten Rats für Volkswirtschaft. An der Sitzung nahm auch Nikolai Dmitrijewitsch Kondratjew teil, und Leo Trotzki fasste die Diskussion zusammen.
Am 16. August 1930 wurde Bukspan im Zusammenhang mit der Affäre der Arbeiter- und Bauernpartei verhaftet und am 30. Mai 1931 vom Kollegium der OGPU nach Artikel 58 des Strafgesetzbuches der RSFSR zu 3 Jahren Lagerhaft verurteilt. Am 2. Juli 1932 wurde er vorzeitig freigelassen mit Freizügigkeit auf dem Gebiet der Sowjetunion. Er leitete nun als Professor den Lehrstuhl für Ökonomie der Industrie an der Stalin-Akademie für Lebensmittelindustrie. Am 15. September 1938 wurde er erneut verhaftet und am 13. April 1939 wegen Beteiligung an einer konterrevolutionären Organisation und Spionage zum Tode verurteilt. Am Tag nach der Urteilsverkündung wurde er in Kommunarka erschossen. Am 28. März 1956 wurde er vom Obersten Gericht der UdSSR rehabilitiert.